# Cachaza (subproducto de la caña de azúcar)
La cachaza es un subproducto generado en el proceso de clarificación del jugo durante la producción del azúcar de caña.
El líquido obtenido en la molturación de la caña arrastra una elevada proporción de partículas sólidas y coloides, para eliminarlas se añade lechada de cal que precipita los coloides y facilita el filtrado del líquido. La cachaza, llamada también torta de filtro, es un residuo sólido de color oscuro, formado por agua, sacarosa disuelta, fibra, cera, albuminoides, fosfatos de calcio, partículas de tierra, etcétera, en proporción variable, dependiendo de la variedad de la caña, tipo de suelo, clima, método de elaboración y demás parámetros de cada situación particular.

## Aplicaciones

### Abono orgánico y corrector de suelos[1]
El relativamente alto contenido en nitrógeno ha propiciado la utilización de este subproducto para compensar el agotamiento de los terrenos productores de la caña original. Es, sin duda alguna, la utilización más extendida, bien sin tratamientos posterior o después de un periodo de compostaje.

### Extracción de cera[3]
El tallo de la caña de azúcar está recubierta en superficie y yemas de un material de apariencia cerúlea que reduce la pérdida de humedad y la protege de insectos y peligros atmosféricos. Durante la molienda en presencia de agua caliente aproximadamente el 60 % de la cera original permanece en el bagazo, el 40 % restante se  incorpora al jugo, posteriormente es retenido durante el proceso de filtración incorporándose a la cachaza.
La cachaza contiene, en base seca, alrededor del 10 % de cera extraíble (en cuba de 9 a 13 %), lo que significa un potencial de recuperación del orden de 60 kg de cera por cada 100 toneladas de caña procesada. Se han propuesto diversos métodos de extracción, el uso de disolventes específicos se ha revelado como el más eficiente. 
La cera cruda obtenida directamente por el proceso de extracción puede utilizarse directamente en las aplicaciones clásicas de estos productos o fraccionarse para aumentar su potencialidad económica. En el fraccionamiento se obtienen tres corrientes en las siguientes proporciones aproximadas (en peso):
Cera dura ...........41 
Aceite .................40 
Resina ...........18 - 17 
Impurezas ......  1 - 2 